# Степени на свобода (механика)
 Тази статия е за термина в механиката.  За термина във физиката вижте Степени на свобода.  За термина в статистиката вижте Степени на свобода (статистика).
В механиката, степени на свобода на една механична система е броят на независимите параметри, които дефинират нейните конфигурации. Това е сбор от параметри, които определят състоянието на физична система и са важни при анализа на такива системи от тела както в академични дисциплини като теоретичната механика, астрономията, статистическа физика, така и в приложни науки като машиностроенето, космическото инженерство, роботиката и структурното инженерство.
Например при движението на кораб в морето, той се разглежда като твърдо тяло с 6 степени на свобода - три от тях отговарят на постъпателно движение по трите оси и съответно три, отговарящи на въртеливо движение, също разложено по трите оси.